# Старая Гута (Деражнянский район)
Старая Гута (укр. Стара Гута) — село в Деражнянском районе Хмельницкой области Украины.
Население по переписи 2001 года составляло 56 человек. Почтовый индекс — 32230. Телефонный код — 3856. Занимает площадь 3,78 км². Код КОАТУУ — 6821586403.

## История
В 1945 г. Указом Президиума ВС УССР село Старо-Польская Гута переименовано в Старую Гуту.

## Местный совет
32230, Хмельницкая обл., Деражнянский р-н, с. Майдан-Чернелевецкий